# Gerda Lundequist

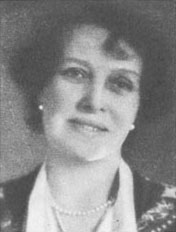
Gerda Lundequist

Gerda Carola Cecilia Lundeqvist (ursprünglich Lundquist; * 14. Februar 1871 in Stockholm; † 23. Oktober 1959 in Stockholm) war eine schwedische Theaterschauspielerin. Ihre legendären Ibsen- und Strindberg- Interpretationen brachten der Tragödin die Ehrenbezeichnung schwedische Sarah Bernhardt ein. 

## Leben
Gerda Lundequist wuchs als Pflegekind auf. Ursprünglich wollte sie Opernsängerin werden, mangels freien Studienplatzes besuchte sie die Schauspielklasse der Königlichen Oper von 1886 bis 1889. Ihre Mentorin war Signe Hebbe, eine damals geachtete Sängerin und Schauspielerin. Im Anschluss studierte sie an der Dramatens elevskola bis 1891. Ihr Debüt hatte sie 1889.
Gerda Lundequist war auch eine engagierte Frauenrechtlerin. Sie war Mitglied der Fogelstadgruppe, die den Weg für die typischen schwedischen Volkshochschulen für Frauen bereitete.
Unter ihren wenigen Filmarbeiten ist das Stummfilmepos Gösta Berling (1924) von Mauritz Stiller das wohl bekannteste Werk.
Aus der Ehe mit Alfred Dahlström (1908–1923) ging die Tochter Cecilia hervor.

## Filmografie
- 1924: Gösta Berling (Gösta Berlings saga)
- 1931: Seine letzte Nacht
- 1940: Stora famnen
- 1944: Räkna de lyckliga stunderna blott
- 1946: Onsdagsväninnan
- 1947: Den långa vägen
- 1955: Giftas